# YOSHIKO
YOSHIKO（よしこ、1969年10月11日 - ）は、日本の振付師、ダンサーである。広島県出身。主にハロー!プロジェクトの楽曲の振付を手掛ける。

## 略歴
- 広島県立府中高等学校を卒業後[2]上京、日本ヘルス＆スポーツ学院（東京都渋谷区）にてバレエ、モダンダンス、ジャズダンス、タップダンス、エアロビクスを学ぶ[3]。卒業後、ヘアメイクショー・ファッションショーなどのショーダンサーや数々のアーティストのバックダンサーを務める。
- 1995年 - 1997年、伊秩弘将主宰の音楽プロジェクト兼ボーカル＆ダンスユニットHIMのダンサー(HIM活動時は"YOCCO"名義として活動）。ボーカルのSHUNGOとは解散後現在に至るまで深い親交がある。
- 1999年、つんく♂のソロ曲「TOUCH ME」のバックダンサーをしていたことを切っ掛けにハロー!プロジェクトでの振付を開始。主にハロー!プロジェクト系グループの振付や関連ミュージカルなどの振付を手掛ける振付師として活躍[4]。
- モーニング娘。、平家みちよ、メロン記念日、松浦亜弥、安倍なつみ、後藤真希、Berryz工房、℃-ute、真野恵里菜、アンジュルム、Juice=Juice、こぶしファクトリー、つばきファクトリー、シャッフルユニットなど、ハロプロを中心にアップフロント関連のCD/DVD/MV/配信などメディア化された楽曲だけで532曲（2020年2月19日現在）の振付を担当[5]。
- 2020年2月19日、Zepp DiverCity Tokyoにて『YOSHIKO ハロプロ振付20周年記念 team445 ダミーFes.～「黄色いお空でBOOM BOOM BOOM」から20年☆ 振り付け全494曲エピソードダイジェスト～』を開催[6]。ダミーダンサーを前面に出したイベントの開催は初の試みである。サプライズでつんく♂が登場[7]し、会場はもちろんSNS上でも一時騒然となった(本イベントタイトルには、「振り付け全492曲」とあるが、本イベント当日に会場で配布されたパンフレットに記載された振付楽曲リストには532曲となっていた[5]）。
- アイドルダンスにおけるフォーメーションダンスの生みの親[4]である。
- 大人数のアイドルグループではお馴染みとなったダミーダンサーの起用をメロン記念日の『香水』より定番化させた振付師でもある(2020年2月19日『YOSHIKO ハロプロ振付20周年記念 team445 ダミーFes.』の本人MCより)。
- 自身の振付の際には生徒や生徒の生徒であるダンサーらによって構成されるteam445のメンバーがダミーを務める。
- 都内ダンススクールで講師としてレッスンの担当もしている[8]。

## 出演

### PV
- HIM『AQUARIUS』
- HIM『SHOOTING STAR』
- HIM『ETERNAL』
- HIM『HEAVEN』
- 後藤真希『溢れちゃう…BE IN LOVE』

### 舞台
- KABUKI-MON本公演「薔薇画茶（バラエティー）」（2010年12月1日 - 5日、池袋シアターグリーンBOX in BOX THEATER）
- KABUKI-MON本公演バラエティーshowシリーズvol.2「ばらえ邸」（2011年7月21日 - 24日、 テアトルBONBON）
- KABUKI-MON本公演バラエティーShowシリーズvol.3「薔薇＆茶」（2012年1月18日〜22日、池袋シアターグリーンBOX in BOX THEATER）

## 振付楽曲
モーニング娘。
- 4th「いきまっしょい!」
  - いいことある記念の瞬間
  - 初めてのロックコンサート
  - 男友達
  - 電車の二人
  - 好きな先輩
  - なんにも言わずに I LOVE YOU
- Go Girl 〜恋のヴィクトリー〜
- 恋ING
- 愛あらばIT'S ALL RIGHT
- 大阪 恋の歌
- 笑顔YESヌード
- 女に 幸あれ
- みかん
- 3.2.1 BREAKIN’OUT!
- Only you
- この地球の平和を本気で願ってるんだよ!
- 恋愛ハンター
- One・Two・Three
- The 摩天楼ショー
- What‘s Up? 愛はどうなのよ〜
- ワクテカ Take a chance
- Help me!!
- ブレインストーミング
- 君さえ居れば何も要らない
- トキメクトキメケ
- わがまま 気のまま 愛のジョーク
- 愛の軍団
- 笑顔の君は太陽さ
- 君の代わりは居やしない
- What is LOVE?
- 時空を超え 宇宙を超え
- Password is {\displaystyle \scriptstyle \emptyset }
- LILIUM-リリウム 少女純潔歌劇-
  - Forget-me-not 〜私を忘れないで〜
  - Eli, Eli, Lema Sabachthani?
  - シルベチカなんて知らない!
  - 繭期のティーチング
  - 幻想幻惑イノセンス
  - プリンセス・マーガレット
  - 或る庭師の物語
  - ひとりぼっちのスノウ
  - TRUE OF VAMP
  - 共同幻想ユートピア
  - もう泣かないと決めた
  - あなたを愛した記憶
  - 永遠の繭期の終わり
  - 少女純潔
- TIKI BUN
- シャバダバ ドゥ〜
- 見返り美人
- 14章〜The message〜
  - キラリと光る星
  - 恋人には絶対に知られたくない真実
  - 私は私なんだ
  - 笑えない話
- 青春小僧が泣いている
- 夕暮れは雨上がり
- イマココカラ（アレンジ）
- TRIANGLE-トライアングル-
  - トライアングル アルファ
  - サクラの恋
  - うらやましがりやのダイス
  - ローズウッドの告白。
  - 触れればココロがあふれだす
  - 手をはなさない
- 冷たい風と片思い
- ENDLESS SKY
- そうじゃない
- ジェラシー ジェラシー
- ファラオの墓
  - いつか会えるその日まで
  - 砂漠の鷹
  - 愛さえあれば
  - 永遠の愛
  - ファラオの墓
- 若いんだし!
- 五線譜のたすき
- ⑮ Thank you, too
  - ロマンスに目覚める妄想女子の歌
  - CHO DAI
  - Style of my love
  - ナルシス カマってちゃん協奏曲第5番
  - 恋は時に
- 花が咲く 太陽浴びて
- Are you Happy?
- A gonna
- ファラオの墓〜蛇王・スネフェル
  - 宿命
  - 砂漠の鷹〜蛇王・スネフェルver.
  - 永遠の愛〜蛇王・スネフェルver.
  - ファラオの墓〜蛇王・スネフェルver.
- 自由な国だから
- Y字路の途中
- 人生Blues
- 青春Night
- I surrender 愛されど愛
- 恋してみたくて
- LOVEペディア
- 純情エビデンス
- ビートの惑星
- HEAVY GATE
- 愛してナンが悪い!?
- 泣き虫My Dream
- すっごいFEVER!
- なんだかセンチメンタルな時の歌
- 勇敢なダンス
- 幸せ指数発表されたい
- 明るく良い子

モーニング娘。さくら組
- 晴れ 雨 のち スキ ♡
- さくら満開

アンジュルム（スマイレージ）
- ぁまのじゃく
- あすはデートなのに、今すぐ声が聞きたい
- スキちゃん
- オトナになるって難しい!!!
- 夢見る 15歳
- サンキュ! クレームブリュレの友情
- ○○ がんばらなくてもええねんで!!
- スマイル美人
- 同じ時給で働く友達の美人ママ
- 悪ガキッ①
  - 踊ろうよ
  - 女ばかりの日曜日
  - シューティング スター
  - 学級委員長
  - しっかりしてよ!もう
- ショートカット
- パン屋さんのアルバイト
- 初恋の貴方へ
- 有頂天LOVE
- 自転車チリリン
- タチアガール
- スマイル音丼
- チャンス到来!
- すまいるブルース
- 寒いね。
- 私、ちょいとカワイイ裏番長
- どうしよう
- ②スマイルセンセーション
  - 新・日本のすすめ!
  - 大人の途中
  - 天真爛漫
  - 私の心
  - 夕暮れ 恋の時間
  - ねぇ 先輩
  - さよなら さよなら さよなら
- 嗚呼 すすきの
- 地球は今日も愛を育む
- SMILE FANTASY!
  - 叙情組曲「スマイルファンタジー」
  - ONE DAY
  - か〜てぃんこ〜るんるん
- 大器晩成
- 乙女の逆襲
- 次々続々
- 糸島Distance
- 恋ならとっくに始まってる
- モード
  - MODE
  - 桜の歌
  - 華子の歌
  - 愛子の歌
  - かよの歌
  - 美智子の歌
  - Believe in Me
  - オシャレは女の戦闘服
  - ファッションマガジン
- 夢見るテレビジョン
  - 夢見るテレビジョン
  - 鬼のプロデューサー
  - 夢
  - 俺こそスター
  - 道しるべ
- 夢見た 15年
- ミラー・ミラー

Juice=Juice
- 私が言う前に抱きしめなきゃね
- 五月雨美女がさ乱れる
- 天まで登れ!
- ロマンスの途中
- イジワルしないで 抱きしめてよ
- 初めてを経験中
- 裸の裸の裸のKISS
- アレコレしたい!
- 背伸び
- 伊達じゃないよ うちの人生は
- Wonderful World
- Ça va ? Ça va ?
- First Squeeze!
  - CHOICE & CHANCE
  - 愛・愛・傘
  - 生まれたてのBaby Love
  - 選ばれし私達
  - GIRLS BE AMBITIOUS
  - 愛のダイビング
  - チクタク 私の旬
  - 未来へ、さあ走り出せ!
  - 続いていくSTORY
- Next is you!
- カラダだけが大人になったんじゃない
- 大人の事情
- Dream Road〜心が躍り出してる〜
- タイムリピート〜永遠に君を想う〜
  - 希望の惑星
  - ヨーソロー
  - 生きとし生けるもの全て
  - まるで
  - クルー
  - 運命
  - タイムリピート
  - ネオクリスタル
  - 夢を見ているよう
  - 君と僕は
  - 明日を生きる
  - 永遠に君を想う
- おあいこ

こぶしファクトリー
Week End Survivor
- 念には念
- サバイバー
- ドスコイ!ケンキョにダイタン
- ラーメン大好き小泉さんの唄
- 桜ナイトフィーバー
- チョット愚直に!猪突猛進
- 押忍!こぶし魂
- サンバ!こぶしジャネイロ
- バッチ来い青春!
- オラはにんきもの
- 辛夷其ノ壱
  - 急がば回れ
  - 未熟半熟トロトロ
  - 懸命ブルース
  - 残心
  - TEKI
  - GO TO THE TOP!!
  - 辛夷の花
- シャララ!やれるはずさ
- JKニンジャガールズ
  - アイラブニンジャガールズ-東京vs大阪-
  - 猿もおだてりゃひとっ飛び
  - あたまわるくて霧隠れず
  - 猿霧、気になり合戦
  - 転校生ミステリー
  - 歌いたいからOK!
  - パチモン粉もんなんぼのもんじゃ
  - アイアム ニンジャガール
  - 選ぶ未来
  - これぞ忍の錬金術!
  - 心配
  - 悲しみの欠片
  - 難波狂想曲
  - ノエルでごじゃる
  - ピッチピチトモダッチ
- これからだ!
- ナセバナル
- 辛夷第二幕
  - Come with me
  - 好きかもしれない
  - 開き直っちゃえ!
  - アンラッキーの事情
  - 明日の私は今日より綺麗
  - 消せやしないキモチ
  - 亀になれ!
  - ドカンとBREAK!
  - Yes! We are family
- 青春の花
- スタートライン

つばきファクトリー
- 青春まんまんなか!
- サンクユーベリーベリー
  - あの子が歌うのを見たんだ
  - 怪獣のバラード
  - サンクユーベリーベリー
- 気高く咲き誇れ!
- 独り占め
- 私がオバさんになっても
- キャベツ白書〜春編〜
- 初恋サンライズ
- Just Try!
- うるわしのカメリア
- 恋のUFOキャッチャー
- My Darling 〜Do you love me?〜
- 愛は今、愛を求めてる
- 最上級Story
- だからなんなんだ！
- EZPZ!!

カントリー・ガールズ&つばきファクトリー
- 気絶するほど愛してる!
  - 気絶するほど愛してる!
  - ロックンロールに掴みたい
  - 本当の姉妹みたい
  - 約束してね
  - これが夢なら

BEYOOOOONDS
- 不思議の国のアリスたち
  - 不思議の国のアリスたち
  - みんなライバル
  - 私のフィロソフィー
  - 続いてる
- アラビヨーンズナイト
  - アラビヨーンズナイト
  - アラビアン・ラプソディ
  - S4
  - 親友
  - あの頃
- 眠れる森のビヨ
- ビヨサイユ宮殿
- ビヨスパイ ～消えたアタッシュケース～

OCHA NORMA
- 恋のクラウチングスタート
- デート前夜狂想曲
- 運命CHACHACHACHA〜N
- Go Your Way
- 素肌は熱帯夜
- ヨリドリ ME DREAM
- ちょっと情緒不安定?…夏
- Hello! 生まれた意味がきっとある (OCHA NORMA Ver.)
- ミステイク (OCHA NORMA Ver.)
- Good Luckの胸騒ぎ
- ラヴィ・ダヴィ
- なんだかんだエヴリデー!
- イージーイージー
- 1/2
- 今じゃなきゃ、君じゃなきゃ

こぶしファクトリー&つばきファクトリー
- ひょっこりひょうたん島

こぶしファクトリー&BEYOOOOONDS
- リボーン〜13人の魂は神様の夢を見る〜
  - 魂の姿
  - リボーンのテーマ〜13人いるのか?
  - オーディション・フォー・ライフ
  - 見た目で判断するな
  - ショータイム!
  - バイバイ
  - 何も知らない
  - 私たちならきっと
  - そばにいるよ
  - リボーン〜フィナーレ

ロージークロニクル
- 夏のイナズマ

ハロプロ研修生
- 彼女になりたいっ!!!
- 天まで登れ!
- おへその国からこんにちは
- ① Let's say “Hello!”
  - Say! Hello!
  - 女の園
  - Crying
  - 青春Beatは16
  - テーブル席空いててもカウンター席
  - 「恋したい新党」
  - 「アイドルはロボット」って昭和の話ね
- Hello! まっさらの自分
- 一尺玉でぶっ放せ!
- ありがた迷惑物語
- Rainbow×2
  - Rainbow
  - やっちゃえ!GO!GO!
  - 43度
  - 正しい青春ってなんだろう
  - 目立ってDo Dance
  - 誤爆〜We Can't Go Back〜
  - 未来へ繋ぐ約束
- 3-STARS
  - Upside down girl
  - 部活終わりに新しいジャージに着替える乙女心
  - アニマルランド
  - ミステイク
  - 表参道A5
- 図書館物語 ～3つのブックマーク～

宮本佳林
- コピンクス!メロディーズ 〜star chart〜
  - カリーナノッテ
  - 最高視感度
  - リバース
  - 兎tocome（feat.コピンク）
- ハウリング
- 悪嬢転生

吉川友
- URAHARAテンプテーション
- いいじゃん
- あまいメロディー
- 「すき」の数え方
- 花
- 歯をくいしばれっっ!
- チャーミング勝負世代
- WILDSTRAWBERRY

道重さゆみ
- SAYUMINGLANDOLL〜再生〜
  - 再生〜わたしはここにいるわ〜
  - ちょっと逢えないくらいで
  - カワイイエディットパーティ
  - あがるあがる
  - わたしの答え
- SAYUMINGLANDOLL〜宿命〜
  - SAYUMINGLANDOLLオープニングテーマ～キラキラは1日にして成らず!～
  - 朝のfashion show
  - 自分に向かって
  - ウインクひとつ
  - ありえない遊園地
  - ダーリン
  - 寂しいな
  - キャンディーボックス
  - EIGAをみてよ
  - ガールズウォーク
  - サンセットドライブ
  - 美味しい罠に気をつけて
  - エンドレスナイト
- SAYUMINGLANDOLL〜東京〜
  - Loneliness Tokyo
  - SHIBUYAのファビュラス
  - めぐるまち
  - キテレツかわいい
  - バラバラWONDER
  - シン・ジュク
  - 咲き誇れ
  - ハイカラモダンガール
  - あなたがいてほしい
  - Help me!!(SAYUMINGLANDOLL～東京～ Ver.)
  - 時空を超え 宇宙を超え(SAYUMINGLANDOLL～東京～ Ver.)
- SAYUMINGLANDOLL〜メモリアル〜
  - OK!生きまくっちゃえ
  - 白い羽根
  - Let’s go Yeah〜会えたらいいな〜
  - KILAi STAR LIGHT
- SAYUMINGLANDOLL〜希望〜
  - MY OWN LIFE!
  - Sayutopia
  - AGE1‐ROOM
  - I have a dream
  - ラリルレロンリー・ルーム
  - 君の代わりは居やしない（道重さゆみver.）
  - WHO IS BABY?
  - 笑顔の君は太陽さ（道重さゆみver.）
  - オレンジブルー
  - DESTINY（タピオカモード）
  - 瞬間Watcher
  - 乙女スランプ
  - た・り・な・い♡LOVELY
- SAYUMINGLANDOLL〜サユミミライ〜
  - SAMSALA
  - 月に帰らないうさぎちゃん
  - PINK FREEDOM
  - ダイスキ・フロンティア
  - 君だけの十字架
  - 少女予報
  - ビューティフル・ドリーム
  - Year My Miracle
  - Bunny Party
  - ミラーボール・ホリック
  - ばりかわよかROCK
  - 形而上的熱視線
  - バラッドバラッド
  - サユミミライ
- SAYUMINGLANDOLL〜マインとパンゴー〜
  - 青空09
  - ちーぎゅう♡
  - True Name
  - へゔんな人たちに捧げる歌
  - フレンズレンズ
  - オトメ・テイクオフ
  - 白いbeautiful
  - 好♡フルーツランド
  - エキゾチック・フラワー
  - アンカウンタブル・ユー
  - キュン or NOT
  - unknown cloud
  - マインとパンゴー
- YES!最幸でしょ♡
- さゆみるふぃーゆ

和田彩花
- この気持ちの行く先に

平家みちよ
- ワンルーム夏の恋物語
- 愛の力
- 結局 Bye Bye Bye
- プロポーズ
- ムラサキシキブ

太陽とシスコムーン
- Taiyo & Ciscomoon 1
  - Sunrise それでも陽は昇る
- ゴーゴー東京
- HEY! 真昼の蜃気楼
- かわいい男性
- 2nd STAGE
  - 愛の回数
  - YES!しあわせ

ココナッツ娘。
- 情熱行き 未来船

メロン記念日
- ふわふわふー
- もう 待てませ〜ん!
- Wa! かっちょEなッ!
- ガールズパワー・愛するパワー
- 愛メラメラ 恋ユラユラ
- 香水
- 恋愛レストラン
- 赤いフリージア
- 遠慮はなしよ!
- 1st Anniversary
  - ANNIVERSARY
  - 眠らない夜
  - ENDLESS YOUTH
- 夏
- 二人のパラダイス
- かわいい彼
- 初雪
- 涙の太陽
- さあ、早速盛り上げて 行こか〜!!
- 恋の仕組み。
- THE 二枚目
  - 刹那さ Ranking
  - キライ、スキ スキ スキ ホント、ウソ ウソ ウソ
  - レモンタルト
  - 愛してはいけない…
  - ラストシーン
  - 努力・系・美人
  - THE 二枚目 〜ON MY WAY〜
- 肉体は正直なEROS
- ほとんどがあなたです。
- Crazy Happy!
- LEATHER
- サクラ色の約束
- お願い魅惑のターゲット
- メロンジュース
  - ランチ
  - 6月のサンシャイン
  - ドライブ
  - あくま de FAKE
- カリスマ・綺麗
- オンナザカリ
- MEGA MELON
  - GIVE ME UP
- DON'T SAY GOOD-BYE
- ピンチはチャンス バカになろうぜ!
- sweet suicide summer story
- 青春・オン・ザ・ロード
- メロンティー
- THE BLUE HEARTS "25th Anniversary" TRIBUTE
  - キスしてほしい（トゥー・トゥー・トゥー）
- MELON'S NOT DEAD
  - ロマンチックを突き抜けろ!〜Break it now〜
  - ALL AROUND ROCK
  - 愛だ!今すぐROCK ON!
  - ALWAYS LOVE YOU

プッチモニ
- WOW WOW WOW

松浦亜弥
- LOVE涙色
- 100回のKISS
- ファーストKISS
  - オシャレ!
  - 絶対解ける問題 X=♥
  - 笑顔に涙〜THANK YOU! DEAR MY FRIENDS〜
  - そう言えば
  - S君
  - 私のすごい方法
  - 初めて唇を重ねた夜
- ♡桃色片想い♡
- Yeah! めっちゃホリディ
- The 美学
- 草原の人
- T・W・O
  - あなたの彼女
  - ダイアリー
  - SHINE MORE
  - From That Sky〜替え玉は硬メンで〜
  - デート日和
  - ナビが壊れた王子様(LOVE CHANCE)
  - 元彼
- ね〜え?
- GOOD BYE 夏男
- THE LAST NIGHT
- ×3
  - オリジナル人生
  - 恋してごめんね
- 奇跡の香りダンス。
- YOUR SONG 〜青春宣誓〜
- ずっと 好きでいいですか
- 気がつけば あなた
- ダブル レインボウ
  - HAPPY TO GO!
  - ソウルメイト
  - blue bird
  - 女 Day by Day
- 想いあふれて
  - 結婚しない二人
  - boomboomboom
  - レスキュー!レスキュー!
- チョコレート魂

黄色5
- 黄色いお空でBOOM BOOM BOOM

シェキドル
- 愛は無敵〜二十歳の夜の誓い〜

前田有紀
- 釜山発

デカモニ。
- 大きな私の小さな恋

立花理佐
- ゴメンね 勝手に決めちゃって

後藤真希
- 溢れちゃう…BE IN LOVE
- 手を握って歩きたい
- ②ペイント イット ゴールド
  - LOVE。BELIEVE IT!
  - 涙の星
  - ペイント イット ゴールド
- サヨナラのLOVE SONG
- 横浜蜃気楼
- 3rdステーション
  - エキゾなDISCO
  - シンガポール トランジット
  - 来来!「幸福」
  - ポジティブ元気!
  - ステーション
- スッピンと涙。

ソニン
- 東京ミッドナイト ロンリネス

カントリー娘。に紺野と藤本
- 浮気なハニーパイ

安倍なつみ
- 恋のテレフォン GOAL
- 恋の花
- ザ・ストレス

7AIR
- 壊れない愛がほしいの

11WATER
- BE ALL RIGHT!

ZYX
- 行くZYX! FLY HIGH

Berryz工房
- あなたなしでは生きてゆけない
- ジリリ キテル
- ライバル
- 本気ボンバー!!
- ああ、夜が明ける

美勇伝
- カッチョイイゼ!JAPAN
- 紫陽花アイ愛物語
- クレナイの季節
- 愛すクリ〜ムとMyプリン

W
- 恋のバカンス
- 2nd W
  - デコボコセブンティーン
  - 18 〜My Happy Birthday Comes!〜

後浦なつみ
- LOVE LIKE CRAZY

℃-ute
- めぐる恋の季節
- 都会っ子 純情
- LALALA 幸せの歌
- 涙の色
- 越えろ!楽天イーグルス
- 江戸の手毬唄II
- FOREVER LOVE
- SHOCK!
- Danceでバコーン!
- 会いたいロンリークリスマス
- 悲しき雨降り
- アダムとイブのジレンマ
- Singing〜あの頃のように〜
- The Curtain Rises

セクシーオトナジャン
- オンナ、哀しい、オトナ

エレジーズ
- 印象派 ルノアールのように

プリプリピンク
- 人知れず 胸を奏でる 夜の秋

GAM
- Thanks!
- メロディーズ
- LU LU LU
- ダイスキ楽天イーグルス
- 1st GAM〜甘い誘惑〜
  - 純潔〜Only〜
  - 愛の船
  - ここで キスして
  - イチャイチャ♡Summer
  - 愛情オアシス
  - …H
  - 甘い誘惑

月島きらり starring 久住小春 (モーニング娘。)
- 恋☆カナ
- バラライカ
- ハッピー☆彡
- チャンス!
- パパンケーキ
- はぴ☆はぴ サンデー!

きら☆ぴか
- はなをぷーん
- ふたりはNS

真野恵里菜
- はじめての経験
- 世界は サマー・パーティ
- Love & Peace = パラダイス
- 春の嵐

音楽ガッタス
- 1st GOODSAL
  - 抱きしめて…涙
  - お先にすんずれい
  - 青春のカスタード
  - 心の谷間
  - 地球と月 彼と私
  - カラゲンキ
  - 恋占い通りにはならないわ
  - キスしよう
- Come Together

安倍なつみ&矢島舞美（℃-ute）
- 16歳の恋なんて

アイスクリー娘。
- デビュー!〜恋する角には福来る〜

MilkyWay
- アナタボシ
- サンサンGOGO
- タンタンターン!
- ガムシャララ

Task have Fun
- あしたに向かうダイアリー

MeseMoa.
- 愛してる体感BABY

大森靖子
- ミス・フォーチュンラブ